# Georges Naccache
Georges Naccache (* 1902 in Ägypten; † 1972 in Beirut) war ein libanesischer Journalist und Politiker.
1924 gründete er die französischsprachige Tageszeitung L’Orient (heute L’Orient-Le Jour). 1936 war er an der Gründung der Phalange-Partei beteiligt. Für den Leitartikel zum libanesischen Nationalpakt „Deux négations ne font pas une nation“ („Zwei Negationen machen nicht einen Staat“) im L’Orient vom 10. März 1949 wurde er mit drei Monaten Gefängnis bestraft. L’Orient suspendierte ihn für sechs Monate.